# Romanische Palatalisierung
Als romanische Palatalisierung werden mehrere, zum Großteil bereits im Latein der Antike ihren Ausgang nehmende Lautwandel bezeichnet, bei denen die Artikulationsstelle der Laute /k/, /g/, /t/, /d/, /l/, /n/ sich vor vorderen Vokalen und Halbvokalen vom Gaumensegel beziehungsweise von den Zähnen zum harten Gaumen hin verschob. Mitgemeint ist gewöhnlich auch die darauffolgende Ausbildung eines Zischlauts (Assibilation) unmittelbar nach den betroffenen Verschlusslauten, sodass die Affrikaten /ʧ/, /ʦ/, /ʤ/, /ʣ/ entstanden, die dann wiederum in manchen romanischen Dialekten zu den reinen Reibelauten /ʃ/, /s/, /θ/, /ʒ/, /z/ vereinfacht wurden.

## Palatalisierung des Lateralen
Die Lautfolge li̯ wandelt sich gemeinromanisch zur in Mittel- und Süditalien bis heute erhaltenen Geminaten [ʎʎ]. In den meisten Dialekten wird diese zu [⁠ʎ⁠] vereinfacht und entwickelt sich dann zum Teil sprachspezifisch weiter: Im Spanischen fällt der Laut mit dem durch g/j dargestellten /⁠ʒ⁠/>/x/ zusammen, im Neufranzösischen neigt er zum vollständigen Schwund; das sardische Ergebnis lautet [⁠ʣ⁠]. Beispiel: Lat. filia ‚Tochter‘> ital. figlia, span. hija, franz. fille, sard. fidza.
In Mittelitalien wird bei den Lautverbindungen bl, pl, fl, cl, gl der ursprüngliche Lateral vor a, e, o, u zum palatalen Halbvokal i̯ gehoben: stabulum ‚Stall‘ > *stablum > stabbio, plenum ‚voll‘ > pieno, florem ‚Blume‘ > fiore, clarum ‚hell, klar‘ > chiaro, glaciatum ‚gefroren‘ > ghiacciato.
Das Iberoromanische palatalisiert im Wortanfange cl, fl, pl zu [⁠ʎ⁠] oder [⁠ʃ⁠]: lat. clamare ‚(laut) rufen‘ > span. llamar, port. chamar; lat. flamma ‚Flamme‘ > span. llama, port. chama; lat. plenum ‚voll‘ > span. lleno, port. cheio.

## Palatalisierung und Assibilierung lateinischer Verschlusslaute
Im Spätlatein entwickelten sich die durch t und c bezeichneten Laute zunächst vor halbvokalischem i̯ (< prävokalischem ǐ/ĕ) von reinen Okklusiven zu dentalen bzw. palatalen Affrikaten. Ab dem 5. Jahrhundert ist eine entsprechende Assibilierung von c vor jedem e/i durch Schreibungen wie intcitamento statt incitamento oder dissessit statt discessit belegt. War im Rumänischen, Rätoromanischen, Normannischen, Picardischen und in weiten Teilen Italiens das Ergebnis dieses Lautwandels /ʧ/, so lautete es auf der Iberischen Halbinsel, Oberitalien und dem größten Teil der Galloromaniae /ʦ/; diese Affrikaten wurden im Laufe der Zeit in vielen Gegenden allgemein zu /s/, /θ/, /ʃ/ vereinfacht. Unterblieben ist die Assibilierung von c im Dalmatischen (aber nur vor e, vor i erfolgt sie auch dort) und den nördlichen Dialekten des Sardischen.
Nach ähnlichem Muster werden gi̯/di̯ und zum Teil auch (i̯)i̯ sowie g vor e/i (sofern es nicht geschwunden ist, wie etwa in it./aprov./kat. trenta, lat. trienta < triginta) zu /ʤ/, /ʣ/ und dann in manchen Gebieten weiter zu /ʒ/, /z/, /x/; dabei stimmt die Artikulationsstelle zwischen stimmloser und stimmhafter Affrikate nicht immer überein, vgl. lat. centu(m) /kɛntʊ/ > afrz. cent /ʦã(n)t/ > nfrz. /sɑ̃/ neben lat. gentes /gɛnteːs/ > afrz. gents /ʤã(n)ʦ/ > nfrz. gens /ʒɑ̃/.
Diese Lautwandel haben sich auch außerhalb des romanischen Sprachgebiets in der Aussprache des Lateins als Sprache von Kirche, Schule und Wissenschaft sowie in Entlehnungen daraus niedergeschlagen, weitgehend zum Beispiel im Englischen, in Bezug auf ce/ci (Ceres, Cisleithanien) und ti̯ (Station, Potential) auch im deutschen Sprachraum, kaum dagegen etwa im mittelalterlichen Irland. Die sich aus den beiden Lautwandelkomplexen unter Beibehaltung der lateinischen Schreibgewohnheiten ergebende Aussprache der Buchstaben c und g vor Vokal wird gelegentlich in sprachspezifischer Lautschrift durch die Reihen ka – ce/ze – ci/zi – ko – ku (sogenannte Ka-ze-zi-ko-ku-Regel) bzw. ga – je/xe – ji/xi – go – gu wiedergegeben oder in einen Merkspruch folgender Art gefasst: „C vor a, o, u sprich [ka] [ko] [ku] , c vor e und i sprich [tse] und [tsi].“
Die Palatalisierung von c und g tritt nicht nur vor ursprünglichem e/i ein, sondern auch vor den ehemaligen, schriftlich in beschränktem Maße erhaltenen Diphthong ae (Caesar) und oe (tragoedia) sowie vor wahrscheinlich ebenfalls schon frühzeitig zu /i/ entrundetem y in griechischen Lehnwörtern (Cyprus, gyrus > ital. giro).

## Tabellen
Die Palatalisierung fand unterschiedliche Ausprägungen in den verschiedenen Sprachen. Da auch Fremdwörter aus dem Lateinischen in nicht-romanischen Sprachen jeweils eigenen Regeln folgen, werden diese hier ebenfalls beispielhaft aufgelistet.
|               | C (palatalisiert) | C (palatalisiert) | G (palatalisiert) | G (palatalisiert) | T (palatalisiert) | T (palatalisiert) |
| Sprache       | Notation          | Aussprache        | Notation          | Aussprache        | Notation          | Aussprache        |
| ------------- | ----------------- | ----------------- | ----------------- | ----------------- | ----------------- | ----------------- |
| Italienisch   | c                 | [ʧ]               | g                 | [ʤ]               | z                 | [ʦ]               |
| Französisch   | c                 | [s]               | g                 | [ʒ]               | t                 | [s]               |
| Spanisch      | c                 | [θ] / [s]         | g                 | [x]               | c                 | [θ] / [s]         |
| Portugiesisch | c                 | [s]               | g                 | [ʒ]               | ç                 | [s]               |
| Katalanisch   | c                 | [s]               | g                 | [ʒ]               | t                 | [t]               |
| Rumänisch     | c                 | [ʧ]               | g                 | [ʤ]               | ț                 | [ʦ]               |
| Englisch      | c                 | [s]               | g                 | [ʤ]               | t                 | [ʃ]               |
| Schwedisch    | c                 | [s]               | g                 | [j]               | t                 | [ɧ]               |
| Deutsch       | z                 | [ʦ]               | g                 | [g]               | t                 | [ʦ]               |

Anmerkungen
1. 1 2  vgl. Seseo.
2. ↑  g wird im Deutschen nicht palatalisiert

## Kennzeichnung von Ausnahmen
Da durch die romanische Palatalisierung die Orthographien der romanischen Sprachen die gleichen Grapheme für unterschiedliche Phone benutzen, entstehen Probleme bei der Notation von Wörtern, die /c/ und /g/ vor Hinterzungenvokalen palatalisieren bzw. vor Vorderzungenvokalen nicht palatalisieren, also von der Regel abweichen. Dies können schlicht Ausnahmen oder nach der Palatalisierung aufgenommene Fremdwörter sein. In den romanischen Sprachen gibt es verschiedene, in der Strategie aber vergleichbare Methoden, von der Regel abweichende Aussprachen zu kennzeichnen. Um vor hinteren Vokalen den Frikativlaut zu erzwingen, kann beispielsweise die Cedille Anwendung finden, und oft wird ein vorderer Vokal zwischengestellt, der nur Kennzeichnungsfunktion hat und selbst nicht ausgesprochen wird. Auffällig ist in der folgenden Tabelle, dass die spanische und die italienische Sprache dieselbe Konstruktion, nämlich das zwischengestellte h, für genau entgegengesetzte Zwecke einfügen:
| Ziellaut                    | Ziellaut                   | Portugiesisch         | Spanisch        | Katalanisch     | Französisch           | Italienisch      | Rumänisch           |
| --------------------------- | -------------------------- | --------------------- | --------------- | --------------- | --------------------- | ---------------- | ------------------- |
| Beschreibung                | IPA                        | Portugiesisch         | Spanisch        | Katalanisch     | Französisch           | Italienisch      | Rumänisch           |
| c vor a palatalisiert       | [sa] [t͡sa] [ʃa] [t͡ʃa] [θa] | ça tsa cha, xa tcha – | sa tsa – cha za | ça tsa xa txa – | ça tsa cha tcha –     | sa za scia cia – | sa ța șa cea, cia – |
| c vor e nicht palatalisiert | [ke]                       | que                   | que             | que             | que                   | che              | che                 |
| c vor i nicht palatalisiert | [ki]                       | qui                   | qui             | qui             | qui                   | chi              | chi                 |
| c vor o palatalisiert       | [so] [t͡so] [ʃo] [t͡ʃo] [θo] | ço tso cho, xo tcho – | so tso – cho zo | ço tso xo txo – | ço tso cho tcho –     | so zo scio cio – | so țo șo ceo, cio – |
| c vor u palatalisiert       | [su] [t͡su] [ʃu] [t͡ʃu] [θu] | çu tsu chu, xu tchu – | su tsu – chu zu | çu tsu xu txu – | çou tsou chou tchou – | su zu sciu ciu – | su țu șu ceu, ciu – |
| g vor a palatalisiert       | [χa] [ʒa] [d͡ʒa]            | – ja dja              | ja –            | – ja tja        | – ja dja              | – gia            | – ja dja, gea       |
| g vor e nicht palatalisiert | [ge]                       | gue                   | gue             | gue             | gue                   | ghe              | ghe                 |
| g vor i nicht palatalisiert | [gi]                       | gui                   | gui             | gui             | gui                   | ghi              | ghi                 |
| g vor o palatalisiert       | [χo] [ʒo] [d͡ʒo]            | – jo djo              | jo –            | – jo tjo        | – jo djo              | – gio            | – jo djo, geo       |
| g vor u palatalisiert       | [χu] [ʒu] [d͡ʒu]            | – ju dju              | ju –            | – ju tju        | – jou djou            | – giu            | – ju dju, geu       |

Anmerkungen
1. 1 2 3  Im kanarischen und südamerikanischen Spanisch können y oder ll diesen Lautwert annehmen, siehe Yeísmo.
2. 1 2 3  Das h kann vom eigentlichen Lautwert [h] nah an das [χ] herankommen.

## Die Aussprache im Auslaut
Am Wortende ist die Aussprache der Buchstaben c und g nicht einheitlich in den romanischen Sprachen. Zumeist ist die lateinische Lösung erhalten geblieben, nämlich der Auslautklang wie vor einem hinteren Vokal (a, o, u):
- Latein sic [sɪk] „so“,
- Katalanisch Montjuïc [munʒu'ik], ein Berg bei Barcelona,
- Rumänisch vă rog [vɘ'rog] „bitte“.

Aber es gibt Ausnahmen von dieser Regel:
- Katalanisch Puig [put͡ʃ], ein Familienname.
- Italienisch zarevic [t͡sa'rɛvit͡ʃ] „Zarewitsch, Sohn des Zaren“
- Italienisch Clodig ['klodid͡ʒ], ein Ortsname.

## Vergleichende Tabelle
| C        | Deutsch      | Deutsch     | Italienisch  | Italienisch  | Französisch  | Französisch | Spanisch     | Spanisch                    |
| -------- | ------------ | ----------- | ------------ | ------------ | ------------ | ----------- | ------------ | --------------------------- |
| Latein   | Orthographie | Aussprache  | Orthographie | Aussprache   | Orthographie | Aussprache  | Orthographie | Aussprache                  |
| centrum  | Zentrum      | [ˈʦɛntʀʊm]  | centro       | [ˈʧɛntro]    | centre       | [sɑ̃ːtʀ]     | centro       | [ˈθen̪tɾo] / [ˈsen̪tɾo]       |
| occidens | Okzident     | [ˈɔkʦidɛnt] | occidente    | [otʧiˈdɛnte] | occident     | [ɔksidɑ̃]    | occidente    | [okθiˈðente] / [oksiˈðente] |
| G        | Deutsch      | Deutsch     | Italienisch  | Italienisch  | Französisch  | Französisch | Spanisch     | Spanisch                    |
| Latein   | Orthographie | Aussprache  | Orthographie | Aussprache   | Orthographie | Aussprache  | Orthographie | Aussprache                  |
| genus    | Genus        | [ˈɡɛnʊs]    | genere       | [ˈʤɛnere]    | genre        | [ʒɑ̃ʁ]       | género       | [ˈxeneɾo ]                  |
| regio    | Region       | [ʀeˈɡi̯oːn]  | regione      | [re'ʤone]    | région       | [ʁeʒjɔ̃]     | región       | [reˈxjon]                   |
| T        | Deutsch      | Deutsch     | Italienisch  | Italienisch  | Französisch  | Französisch | Spanisch     | Spanisch                    |
| Latein   | Orthographie | Aussprache  | Orthographie | Aussprache   | Orthographie | Aussprache  | Orthographie | Aussprache                  |
| optio    | Option       | [ɔpˈʦi̯oːn]  | opzione      | [op'ʦjone]   | option       | [ɔp.sjɔ̃]    | opción       | [opˈθjon] / [opˈsjon]       |

Anmerkungen
1. 1 2 3  vgl. Seseo.